# Le ciel c'est ici
Albums de Nicole Rieu
Naissance Si tu m'appelles
Le ciel c'est ici est le 2e album studio de Nicole Rieu. L'album est sorti en 1976 chez Barclay. Il est lancé simultanément en France (Barclay - 90209) et au Québec (Barclay - 80266). Il est intégralement réédité en CD dans le coffret Nicole Rieu – Les années Barclay 1974-1979 paru à l'hiver 2018 sous licence "Barclay / Universal - Marianne Mélodie".

## Liste des titres
| No  | Titre                       | Paroles              | Musique                            | Durée |
| --- | --------------------------- | -------------------- | ---------------------------------- | ----- |
| 1.  | Introduction                | Eddy Marnay          | Pierre Nolès, Charles Linton       | 0 :54 |
| 2.  | Je m'envole                 | Claude Carmone       | Sue Shifrin, Ken Gold, Micky Denne | 3 :13 |
| 3.  | Ton premier cri             | Nicole Rieu          | Randy Edelman                      | 3 :19 |
| 4.  | La vie ça danse             | Claude Lemesle       | Claude Morgan                      | 2 :55 |
| 5.  | Je sais que ça va m'arriver | Pierre-André Dousset | Christian Gaubert                  | 3 :49 |
| 6.  | L'immigrant                 | Claude Righi         | Neil Sedaka, Phil Cody             | 3 :30 |
| 7.  | Ils sont partis de la ville | Nicole Rieu          | Yaïr Klinger                       | 3 :14 |
| 8.  | Gospel                      | Claude Righi         | Serge Sala                         | 2 :42 |
| 9.  | Il aurait voulu voir la mer | Pierre Grosz         | Paul Baillargeon                   | 2 :51 |
| 10. | En courant                  | Pierre Delanoë       | Michael Masser                     | 3 :33 |
| 11. | Le ciel c'est ici           | Eddy Marnay          | Pierre Nolès, Charles Linton       | 3 :21 |

## Singles extraits de l'album
- En courant (mai 1976)
- Gospel (mai 1976)
- L'immigrant (octobre 1976)
- Je sais que ça va m'arriver (novembre 1976, au Québec seulement)
- Je m'envole (février 1977)
- Ils sont partis de la ville (mars 1977)
- La vie ça danse (mars 1977)

## Autres informations
- Réalisation : Claude Righi[3]
- Arrangements : John Fiddy et Guy Mattéoni
- Photos : Alain Marouani

## Particularité
- La version 45 tours de la chanson Gospel possède une introduction différente par rapport à la version de l'album, une introduction allongée.